# 尼夫赫語
尼夫赫語（Nivxgu dif，/ɲivxɡu dif/）或稱吉利亚克語（Gilyak，/ˈɡɪljæk/ GIL-yak）是尼夫赫人的语言，分布在外东北的亨滚河（黑龍江支流）、庫頁島北部與黑龍江下游地區等地。是一種孤立語言，有時歸類于古西伯利亞語。
“吉利亚克語”是俄语音译，来自通古斯语Gileke（古代中文材料中有“吉里迷”等称呼），指黑龙江流域文化相似的民族，在西方文献中主要指尼夫赫人。
在過去一整個世紀當中，尼夫赫人之人數一直很穩定，1897年世界上有4,549名尼夫赫人，而1989年則有4,673人，然而此族使用尼夫赫語者之比例，於相同時間內，從100%跌至23.3%，在1989年的人口普查中，母语人口仅剩1079人。这一数字可能过高，根据2010年人口普查数据，只剩198人说尼夫赫语，不到民族人口的4%。
Fortescue (2016)构拟了尼夫赫语的祖语——原始尼夫赫语。

## 系屬
尼夫赫語是一種孤立語言，有時歸類于古西伯利亞語，其許多詞匯與阿伊努語、朝鲜語和阿爾泰語系的語言相似，但并沒有規則的語音對應關係，因此這些相似的詞匯很可能是借詞。另外，尼夫赫語最近亦包含於約瑟·哈羅德·格林伯格具爭議性之猜想語系歐亞語系之中。
迈克尔·福蒂斯丘（Michael Fortescue，1998）认为尼夫赫语可能与北美洲莫桑语系有关。2011年，他又提出尼夫赫语可能和楚科奇-堪察加语系有关，从而形成了楚科奇-堪察加–黑龙江语系。《民族语》认为这假说“不充分”。
Sergei Nikolaev（2015）在两篇论文中论证了尼夫赫语和北美洲阿尔吉克语系之间的关系，及其与不列颠哥伦比亚省沿海的瓦卡什语系间更远的关系。
约瑟夫·格林伯格提出的欧亚语系假说中，包含了尼夫赫语。
Müller et al. (2013)的自动计算分析（“自动相似性判断程序”，ASJP 4） 发现了尼夫赫语、蒙古语系与突厥语系之间的词汇相似性，很可能是词汇借用所致。
Hudson & Robbeets (2020)推测，类似尼夫赫语的语言曾分布在朝鲜半岛，构成朝鲜语系的底层。金芳汉认为，《三国史记》中的地名词反映了朝鲜半岛的原始语言，也是朝鲜语和日语形成过程中的组成部分。他认为这种语言与尼夫赫语有关。 杨虎嫩认为，朝鲜语和尼夫赫语中相似的塞音系统可能是古代接触造成的。

## 方言
尼夫赫語是方言连续体，語言學家亦強調所有尼夫赫人對語言使用之高度變異性，各村莊、部落，甚至於個人所講的話，都有很高的變異性。传统上分為四種方言，分別為黑龍江方言，北庫頁方言（阿穆尔溺谷一带），南庫頁方言（波罗奈河周边）和東庫頁方言（特米河周边）。Gruzdeva (1998)指出，黑龍江方言與東庫頁方言使用者之間通話困難，北庫頁方言介于二者之間。黑龍江地區之尼夫赫語，與庫頁島之尼夫赫語，其發音與辭彙差異之大，使部分語言學家將尼夫赫語給分成同一語族（尼夫赫語族）之兩種語言。Fortescue (2016)指出黑龙江方言、东库页方言和南库页方言之间的互通度较低，认为它们各自构成一种独立的语言。

## 历史
根据许多说法，尼夫赫人已在库页岛和黑龙江之间生活了数千年。他们与邻近的阿伊努人、日本人和中国人保持着贸易往来，直到17世纪开始与俄罗斯接触。19世纪首次出现了尼夫赫人数量下降的记录，官方估计1856到1889年间都在下降，这与天花流行及库页囚犯人数的增加相吻合，因为俄罗斯自1873年开始向库页岛流放囚犯。据报道当时会说俄语的尼夫赫人很少。
在過去一整個世紀當中，尼夫赫人之人數一直很穩定，1897年世界上有4,549名尼夫赫人，而2002年則有5200人左右，然而此族使用尼夫赫語者之比例，於相同時間內，從100%跌至23.3%。有记录的俄语-尼夫赫语双语者大多生于1920-1940年代，当时，由于斯大林对经济的集体化政策，尼夫赫人被迫从事雇佣劳动，标志着他们脱离了传统的谋生手段，因此尼夫赫语人群大幅减少。在集中化过程中，许多尼夫赫人被迫前往小城诺格利基。随着生计、饮食、住所和教育的改变，传统的尼夫赫人生活方式逐渐转变为苏联式生活方式，有时甚至是被迫转变。2010年代，萨哈林州和伯力的几所学校在1–3年级的课程中加入了尼夫赫语。萨哈林州出版了一份月报《Nivkh dif》（尼夫赫语）。俄罗斯也定期出版尼夫赫语书籍。

## 語法
尼夫赫語為一綜合程度高之綜合語，基本語序為SOV，並具有格變化與其他語法詞綴，但尼夫赫語沒有性別變化。尼夫赫語之獨特處在於其大量使用插入詞素，例如表示空間關係之詞素即經常被插入其所關聯之名詞中；另外尼夫赫語之一個詞可能包含有名詞、動詞與詞綴，以表達一些特殊含義。因此在尼夫赫語之句子中，幾乎每個單一的詞都是有含義的。
尼夫赫語的語序如下：
- 基本語序：主詞─受詞─動詞
- 介詞為後置詞
- 形容詞、數詞、指示詞和關係子句等置於其所修飾的名詞前

## 書寫
蘇聯政府曾在1930年代制定尼夫赫語羅馬拼音系統，後來蘇聯當局改用西里爾字母拼注尼夫赫語，作為尼夫赫語的文字。
以下是尼夫赫語的拉丁字母表：
| A a   | B b   | D d | Ḑ ḑ | E e | Ə ə | F f   | G     |
| Ɡ ɡ   | Ƣ ƣ   | H h | Ꜧ ꜧ | I i | J j | K k   | K‘ k‘ |
| L l   | M m   | N n | Ņ ņ | Ŋ ŋ | O o | P p   | P‘ p‘ |
| Q q   | Q‘ q‘ | R r | Ɍ ɍ | S s | T t | T‘ t‘ | Ț ț   |
| Ț‘ ț‘ | U u   | V v | X x | Ꭓ ꭓ | Z z |       |       |

以下是尼夫赫語的西里爾字母表（不附發音）：
| А а | Б б | В в | Г г | Ӷ ӷ | Ғ ғ | Ӻ ӻ | Д д |
| Е е | Ё ё | Ж ж | З з | И и | Й й | К к | К к |
| Ӄ ӄ | Ӄ ӄ | Л л | М м | Н н | Ӈ ӈ | О о | П п |
| П п | Р р | Р̌ р̌ | С с | Т т | Т т | У у | Ф ф |
| Х х | Ӽ ӽ | Ӿ ӿ | Ц ц | Ч ч | Ч ч | Ш ш | Щ щ |
| Ъ ъ | Ы ы | Ь ь | Э э | Ю ю | Я я |     |     |

## 音系

### 子音
|      |        | 雙唇音 | 唇齒音 | 齒齦音 | 齒齦後音 | 硬顎音 | 軟顎音 | 小舌音 | 喉音 |
| ---- | ------ | ------ | ------ | ------ | -------- | ------ | ------ | ------ | ---- |
| 鼻音 | 鼻音   | m      |        | n      |          | ɲ      | ŋ      |        |      |
| 塞音 | 送氣   | pʰ     |        | tʰ     |          |        | kʰ     | qʰ     |      |
| 塞音 | 不送氣 | p      |        | t      |          | c      | k      | q      |      |
| 塞音 | 塞擦音 |        |        |        | tʃʰ      |        |        |        |      |
| 擦音 | 清音   |        | f      | s      |          |        | x      | χ      | h    |
| 擦音 | 濁音   |        |        | z      |          |        | ɣ      | ʁ      |      |
| 顫音 | 濁音   |        |        | r      |          |        |        |        |      |
| 顫音 | 清音   |        |        | r̥      |          |        |        |        |      |
| 近音 | 近音   |        | ʋ      | l      |          | j      | w      |        |      |

唇擦音的成阻较弱，有唇音[ɸ, β]和唇齿音[f, v]的描述。硬腭塞音可能带擦音成分，实现为[tʃʰ, tʃ]。在鼻音或/l/后，不送气塞音会浊化为[b, d, ɟ, ɡ, ɢ]。与辅音交替不同的是，这种情况也见于语素内部。黑龙江方言没有一部分词尾鼻音，使得词首也会出现浊塞音。
尼夫赫语的软腭擦音和小舌擦音（[ɣ] vs. [ʁ]、[x] vs. [χ]）对立在世界语言中罕见。
辅音在部分环境中颚化，最常见于年轻使用者中。所有辅音在[i]、[e]前都颚化，如[pʰeq] > [pʰʲe̞q]“鸡”。
尼夫赫语的特点是辅音交替，与凯尔特语族类似，语素开头的塞音与擦音、颤音交替：
|      | 送气 ↔ 清音 | 送气 ↔ 清音 | 送气 ↔ 清音 | 送气 ↔ 清音 | 送气 ↔ 清音 | 不送气 ↔ 浊音 | 不送气 ↔ 浊音 | 不送气 ↔ 浊音 | 不送气 ↔ 浊音 | 不送气 ↔ 浊音 |
| ---- | ----------- | ----------- | ----------- | ----------- | ----------- | ------------- | ------------- | ------------- | ------------- | ------------- |
| 塞音 | pʰ          | tʰ          | cʰ          | kʰ          | qʰ          | p             | t             | c             | k             | q             |
| 通音 | f           | r̥           | s           | x           | χ           | v             | r             | z             | ɣ             | ʁ             |

语素前接接头辞或附加语时就会发生这种情况，除非前面的词素以擦音、颤音、鼻音或/l/结尾。
- /pəŋx/“汤”
- /pənraj‿vəŋx/“鸭汤”
- /amsp‿vəŋx/“一种海豹汤”
- 但：/cxəf‿pəŋx/“熊汤”

只有词素的第一个音受到影响。
一部分及物动词中，这一过程显然是相反的（擦音/颤音变为塞音，分布相同）。动词的构词形式的底层是塞音，由于i-前缀而弱化（仍存在于其他动词的构词形式中，并导致有规律的辅音交替）。名词中的首擦音从未发生变化。

### 母音
尼夫赫語有統不尋常之母音系統，伊恩‧馬迪森稱此系統為「具缺陷的」。但事實上在中母音處有一反轉之音補償其於中前不圓唇母音處之缺憾。伊恩‧馬迪森在1984年將中央化之/ɤ/描述為對中前不圓唇母音之缺乏的補償。
當於五母音系統中出現的中前不圓唇母音，在過去已變成了一個閉至中之前不圓唇雙母音，馬迪森將之記作/ɪe/。
|        | 前 | 後       | 後 |
| 圓唇音 | 前 | 非圓唇音 |    |
| ------ | -- | -------- | -- |
| 閉     | ɪ  | u        |    |
| 中     | ɪe | o        | ɤ  |
| 開     | æ  |          |    |

元音长度不构成对立，但可以因句子的韵律要求或元音后擦音消失的补偿延长而产生。

### 重音
重音可落在任何音节上，往往落在第一个音节上；存在方言差异，重音的最小对立对似乎很少见。

## 与阿伊努语的接触
阿伊努族在历史上似乎与尼夫赫人有过密集的接触。目前不清楚这对语言的影响。语言学家认为，尼夫赫语和阿伊努语的相似词汇是借词。

## 外部連結
- 尼夫赫語在《民族語》的連結
- The Nivkhs （页面存档备份，存于），源自俄羅斯帝國紅皮書（英语：The Red Book of the Peoples of the Russian Empire）
- Sound Materials of the Nivkh Language （页面存档备份，存于），此站儲有網路上最大之尼夫赫語聲音資料檔
- Omniglot網之Nivkh alphabet and language （页面存档备份，存于）
- Chukchi fairy tales in Nivkh (Gilyak) and English
- West-Sakhalin dialect--dialect of Nivkh （页面存档备份，存于）